# Batalla de Seven Pines
La batalla de Seven Pines, también conocida como la batalla de Fair Oaks o la Estación de Fair Oaks, tuvo lugar el 31 de mayo y el 1 de junio de 1862, en el Condado de Henrico, Virginia, como parte de la Campaña de la Península de la guerra civil estadounidense. Fue la culminación de una ofensiva en la Península de Virginia por el general de división George B. McClellan, en la que el ejército del Potomac llegó a las afueras de Richmond.
El 31 de mayo, el general confederado Joseph E. Johnston intentó aplastar a dos cuerpos federales que parecían aislados al sur del río Chickahominy. Los ataques confederados, aunque no bien coordinados, lograron hacer retroceder al IV Cuerpo e infligir grandes bajas. Llegaron refuerzos y ambos bandos incorporaron más tropas en la acción. Con el apoyo del III Cuerpo y la división del general de división John Sedgwick del II Cuerpo del general de división Edwin V. Sumner (que cruzó el río de aguas pluviales en el puente del Grapevine), la posición federal se estabilizó finalmente. El general Johnston resultó gravemente herido durante la acción y el mando del ejército confederado se transfirió temporalmente al general de división G.W. Smith. El 1 de junio, los confederados renovaron sus ataques contra los federales, que habían traído más refuerzos, pero no avanzaron mucho. Ambos bandos reclamaron la victoria.
Aunque la batalla fue tácticamente inconclusa, fue la batalla más grande en el Teatro del Este hasta ese momento (y la segunda después de Shiloh en términos de bajas hasta ahora, alrededor de 11 000 en total). La herida del general Johnston también tuvo una profunda influencia en la guerra: condujo al nombramiento de Robert E. Lee como comandante confederado. El agresivo general Lee inició las batallas de los Siete Días, lo que llevó a una retirada de la Unión a finales de junio, por lo que Seven Pines marcó el momento en que las fuerzas de la Unión se acercaron más a Richmond en esta ofensiva.

## Antecedentes
Johnston retiró su ejército de 75 000 hombres de la Península de Virginia perseguido por el ejército de McClellan acercándose a la capital confederada de Richmond. La línea defensiva de Johnston comenzó en el río James en Drewry's Bluff, sitio de la reciente victoria naval de la Confederación, y se extendió en sentido contrario a las agujas del reloj, de modo que su centro y su izquierda quedaron detrás del río Chickahominy, una barrera natural en la primavera cuando convirtió la tierra al este de Richmond en pantanos. Los hombres de Johnston quemaron la mayoría de los puentes sobre el Chickahominy y se establecieron en fuertes posiciones defensivas al norte y al este de la ciudad. McClellan posicionó a su ejército de 105 000 hombres para que se concentrara en el sector noreste, por dos razones. Primero, el río Pamunkey, que corría aproximadamente paralelo al Chickahominy, ofrecía una línea de comunicación que podría permitir a McClellan eludir el flanco izquierdo de Johnston. Segundo, McClellan anticipó la llegada del I Cuerpo bajo el mando del general de división Irvin McDowell, programado para marchar al sur desde Fredericksburg para reforzar su ejército, por lo tanto necesitaba proteger su camino de acercamiento.

### Federales
| Principales comandantes del ejército federal |
| --- |
| - Mayor general. George B. McClellan, Comandante - General de brigada Edwin V. Sumner - General de brigada Samuel P. Heintzelman - General de brigada Erasmus D. Keyes |

El ejército del Potomac se desplegó lentamente aguas arriba del Pamunkey, estableciendo bases de abastecimiento en Eltham's Landing, Cumberland Landing y White House Landing. Whiye House, la plantación de W.H.F. "Rooney" Lee, hijo del general Robert E. Lee, se convirtió en la base de operaciones de McClellan. Usando el ferrocarril de Richmond y York River Railroad, McClellan podría llevar su pesada artillería de asedio a las afueras de Richmond. Se movió de una forma deliberadamente lenta, reaccionando ante una inteligencia errónea que le hizo creer que los confederados le superaban en número. A finales de mayo, el ejército había construido puentes sobre el Chickahominy y estaba frente a Richmond, a horcajadas sobre el río, con un tercio del ejército al sur del río y dos tercios al norte.
El ejército de la Unión del Potomac de 105 000 hombres estaba cerca de las afueras de Richmond, al noreste, a ambos lados del río Chickahominy. Había tres cuerpos al norte del río, protegiendo la línea de suministro ferroviario de la Unión: el Cuerpo V bajo el mando del general de brigada Fitz John Porter; el Cuerpo VI, bajo el mando del general de brigada William B. Franklin; y el Cuerpo II, bajo el mando del general de brigada Edwin V. Sumner. Al sur del río estaban el IV Cuerpo, bajo el mando del general de brigada Erasmus D. Keyes, en una posición muy adelantada y cerca de las líneas confederadas; y el III Cuerpo, bajo el mando del general de brigada Samuel P. Heintzelman. Al comienzo de la batalla, el 31 de mayo, McClellan estaba confinado a la cama, enfermo de un brote de su malaria crónica.

### Confederados
| Principales comandantes del ejército confederado                                                                                                  |
| --- |
| - General Joseph E. Johnston, Comandante - Mayor general Gustavus Woodson Smith - Mayor general James Longstreet - Mayor general John B. Magruder |

Johnston tenía 60 000 hombres en su ejército de Virginia del Norte protegiendo las obras defensivas de Richmond en ocho divisiones comandadas por el general James Longstreet, el general D.H. Hill, el general Benjamin Huger, el general Gustavus Smith, el general A.P. Hill (que acababa de asumir el mando de una nueva división el 27 de mayo), el general John B. Magruder, el general de brigada David Rumph Jones, y el general Lafayette McLaws. Justo antes de la batalla, Johnson nombró a Longstreet, Smith y Magruder como comandantes de ala. Longstreet tenía el ala derecha, formada por su propia división, D.H. Hill's y Huger's. Smith tenía el ala izquierda, que consistía en su división y la de A.P. Hill, mientras que Magruder tenía su división, Jones, y McLaws en el ala de reserva. El general de brigada Richard H. Anderson y el general de brigada William H.C. Whiting tenían el mando operativo de las divisiones de Longstreet y Smith.

## El plan de Johnston

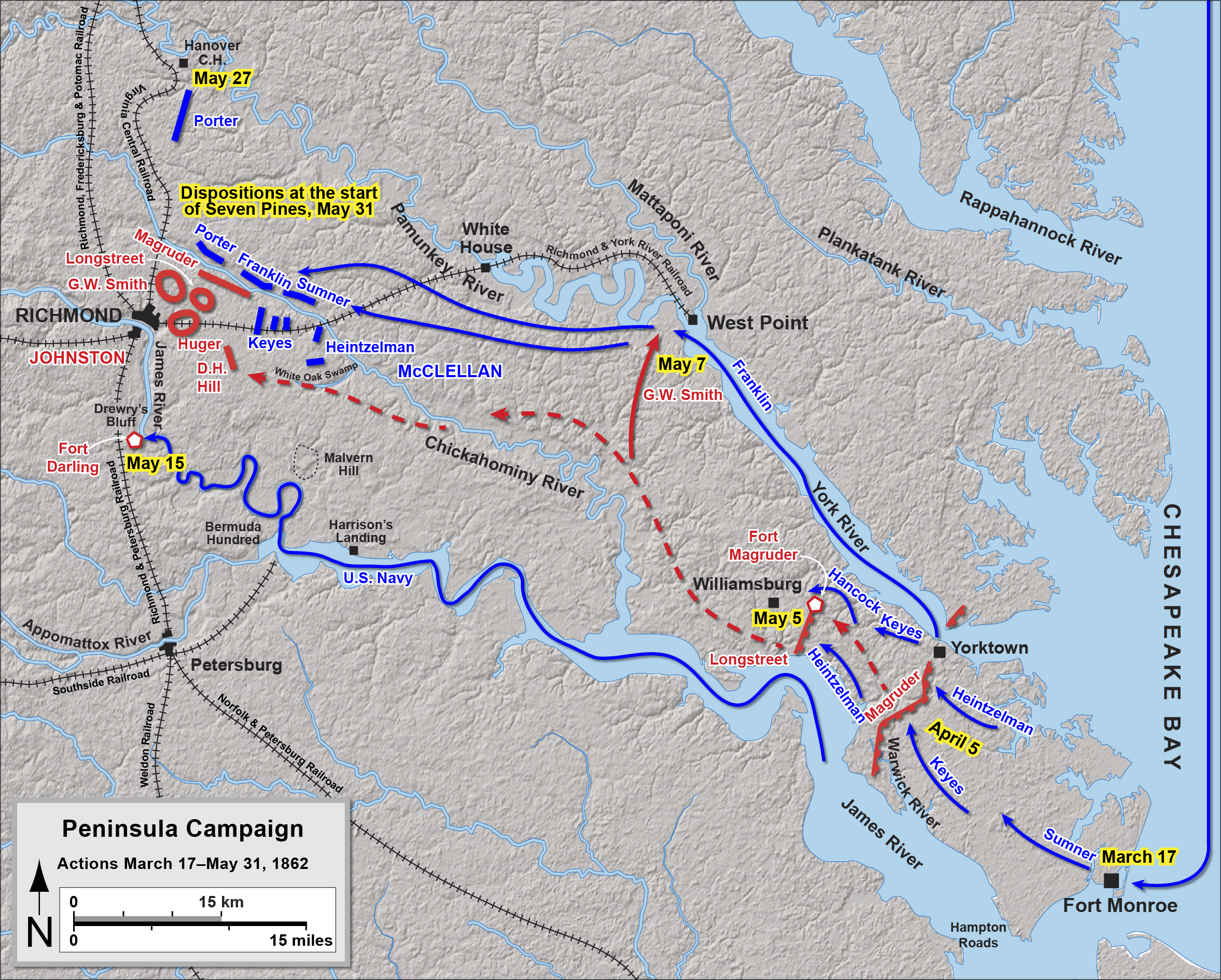
Campaña de la Península. Eventos ocurridos hasta la batalla de Seven Pines
Confederados
Federales

Johnston, que se había retirado a las afueras de Richmond, sabía que no podría sobrevivir a un asedio masivo y decidió atacar a McClellan. Su plan original era atacar el flanco derecho de la Unión, al norte del río Chickahominy, antes de que el cuerpo de McDowell, que marchaba hacia el sur desde Fredericksburg, pudiera llegar. Sin embargo, el 27 de mayo, el mismo día en que se libró la Batalla de Hanover Court House al noreste de Richmond, Johnston se enteró de que el cuerpo de McDowell había sido desviado al valle de Shenandoah y no reforzaría el ejército del Potomac. Decidió no atacar a través de su propia línea de defensa natural, el Chickahominy y planeó capitalizar la posición del ejército de la Unión a horcajadas en el río atacando a los dos cuerpos al sur del río, dejándolos aislados de los otros tres cuerpos al norte del río.
Si se ejecuta correctamente, Johnston se enfrentará a dos tercios de su ejército (22 de sus 29 brigadas de infantería, unos 51 000 hombres) contra los 33 000 hombres del III y IV Cuerpo. El plan de ataque de los confederados era complejo y exigía que las divisiones de A. P. Hill y Magruder participaran ligeramente y distrajeran a las fuerzas de la Unión al norte del río, mientras que Longstreet, al mando del ataque principal al sur del río, debía converger con Keyes desde tres direcciones: seis brigadas bajo el mando inmediato de Longstreet y cuatro brigadas bajo el mando de D. H. Hill debía avanzar por caminos separados en una encrucijada conocida como Seven Pines (debido a los siete grandes pinos agrupados en ese lugar); tres brigadas bajo Huger fueron asignadas para apoyar la derecha de Hill; la división de Whiting debía seguir la columna de Longstreet como reserva. El plan tenía un excelente potencial para el éxito inicial porque la división del IV Cuerpo que estaba más adelante,a una milla al oeste de Seven Pines, era la del general de brigada Silas Casey, 6000 hombres que eran los menos experimentados y equipados en el cuerpo de Keyes. Si Keyes fuera derrotado, el III Cuerpo, al este, podría ser inmovilizado contra el Chickahominy y aplastado.
El complejo plan fue mal gestionado desde el principio. Johnston eligió dar sus órdenes a Longstreet oralmente en una larga e incoherente reunión el 30 de mayo. Los otros generales recibieron órdenes escritas que eran vagas y contradictorias. Tampoco notificó a todos los comandantes de la división que Longstreet estaba al mando táctico al sur del río. Este detalle faltante era un descuido serio porque tanto Huger como Smith técnicamente tenían meyor rango que Longstreet. Por parte de Longstreet o bien malinterpretó sus órdenes o eligió modificarlas sin informar a Johnston. En lugar de tomar la avenida de avance asignado por Nine Mile road, su columna se unió a la de Hill en la carretera de Williamsburg, lo que no solo retrasó el avance, sino que limitó el ataque a un frente estrecho con solo una fracción de su fuerza total. Exacerbando los problemas de ambos lados, la noche del 30 de mayo hubo una fuerte tormenta que inundó el río, destruyó la mayoría de los puentes de la Unión y convirtió las carreteras en pantanos de lodo.

## Batalla
El ataque tuvo un mal comienzo el 31 de mayo cuando Longstreet marchó por la carretera de Charles City y giró en la carretera de Williamsburg en lugar de en la carretera de Nine Mile. Las órdenes de Huger no especificaban la hora a la que debía comenzar el ataque y no fue despertado hasta que oyó una división marchar cerca. Johnston y su segundo al mando, Smith, ignorando la ubicación de Longstreet o el retraso de Huger, esperaron en su cuartel general la noticia del comienzo de la batalla. Cinco horas después del comienzo programado, a la 1 p. m., D.H. Hill se impacientó y envió a sus brigadas contra la división de Casey.

### Inicio

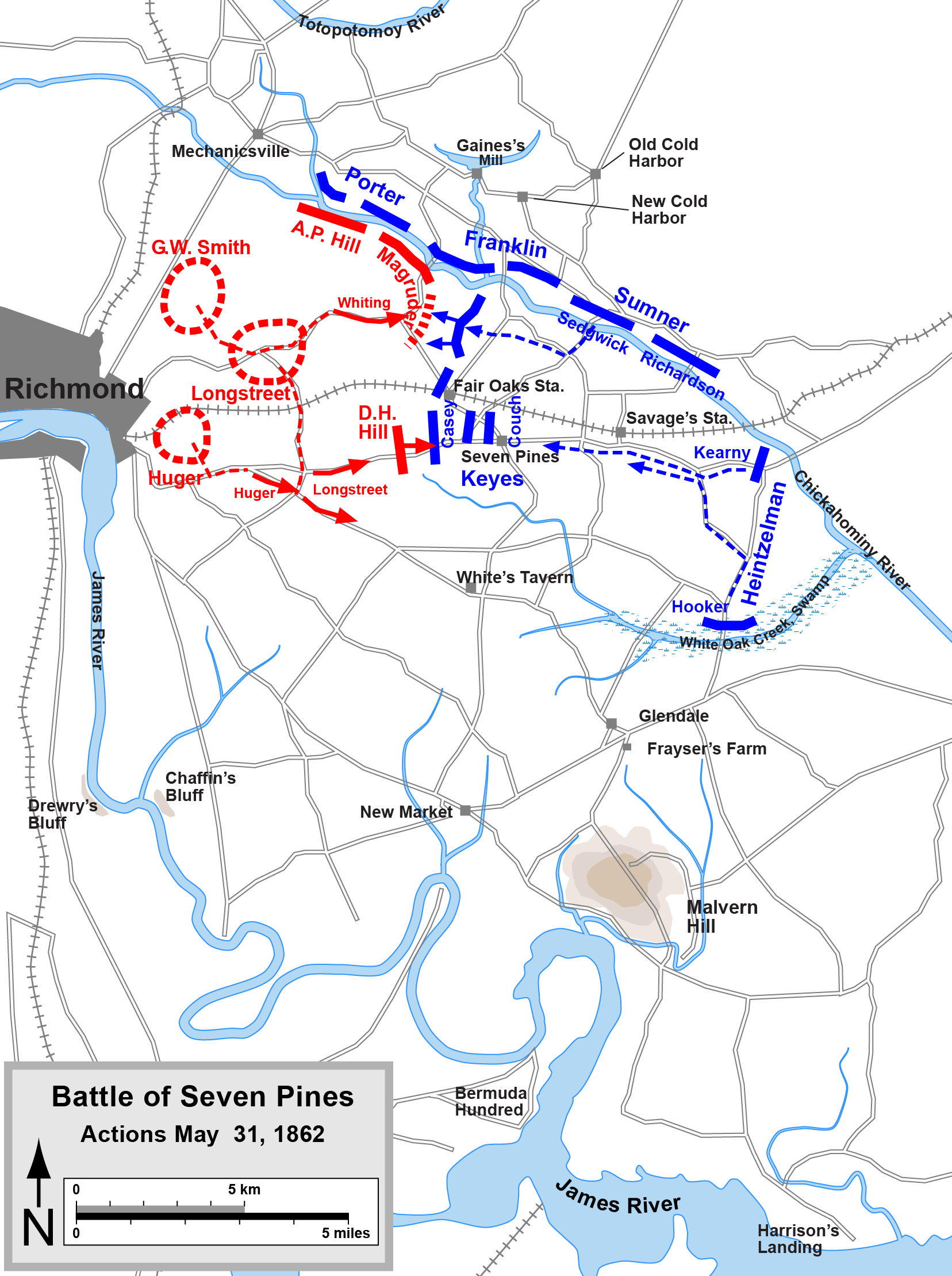
Batalla de Seven Pines

La división de Hill, con unos 10 000 hombres, salió corriendo del bosque. Los regimientos 100 y 81 de Nueva York habían sido colocados en el frente como líneas escaramuzadoras pesadas y el asalto de Hill pasó por encima de ellos por completo. La línea de Casey, compuesta por tropas inexpertas, se duplicó con algunos hombres que se retiraban, pero luchó ferozmente por la posesión de sus reductos, resultando en grandes bajas en ambos bandos. Los confederados solo enfrentaron a cuatro brigadas de las trece en su flanco derecho ese día, por lo que no golpearon con la potencia que podrían haber concentrado en este punto débil de la línea de la Unión. Casey envió una frenética petición de ayuda, pero Keyes tardó en responder. Finalmente, la masa de confederados se abrió paso, se apoderó de un reducto de la Unión y los hombres de Casey se retiraron a la segunda línea de trabajos defensivos en Seven Pines. Durante este período, los dos altos mandos no eran conscientes de la gravedad de la batalla. Tan tarde como a las 2:30 p. m., Heintzelman le informó a McClellan, aún enfermo en cama, que no había recibido noticias de Keyes. Johnston estaba a solo millas del frente, pero una sombra acústica le impidió escuchar los sonidos de los cañones y los mosquetes y él y su equipo no supieron que la batalla había comenzado hasta las 4 p. m. Hill, cuyas cuatro brigadas habían estado peleando solas durante casi cuatro horas, envió un mensaje a Longstreet solicitando refuerzos, pero Longstreet solo envió a la brigada de Richard Anderson. El general de brigada Robert Rodes cayó herido en la lucha desesperada alrededor de Seven Pines. El coronel John B. Gordon del 6.º de Alabama, futuro general de división, asumió el mando de la brigada de Rodes. La mayoría de los oficiales de la 6.ª Alabama cayeron, aunque el propio Gordon sobrevivió a la batalla sin sufrir lesiones, a pesar de que su ropa y su cantimplora fueron perforadas por varias balas. Gordon también vislumbró a su hermano Augustus, de 19 años, capitán del regimiento, tendido entre un montón de hombres muertos y moribundos con una herida en el pecho, pero con la furia de la batalla, no tuvo tiempo de detenerse y atenderlo (Augustus Gordon finalmente sobrevivió a su lesión). La brigada de Rodes perdió en total más del 50% de su fuerza. También resultó herido el general de brigada Gabriel Rains, a pocos días de cumplir 59 años y uno de los oficiales más antiguos del ejército del norte de Virginia. El mando de su brigada recaía en el coronel Alfred Colquitt de la 6.ª Georgia, quien finalmente sería nombrado comandante permanente de la brigada.

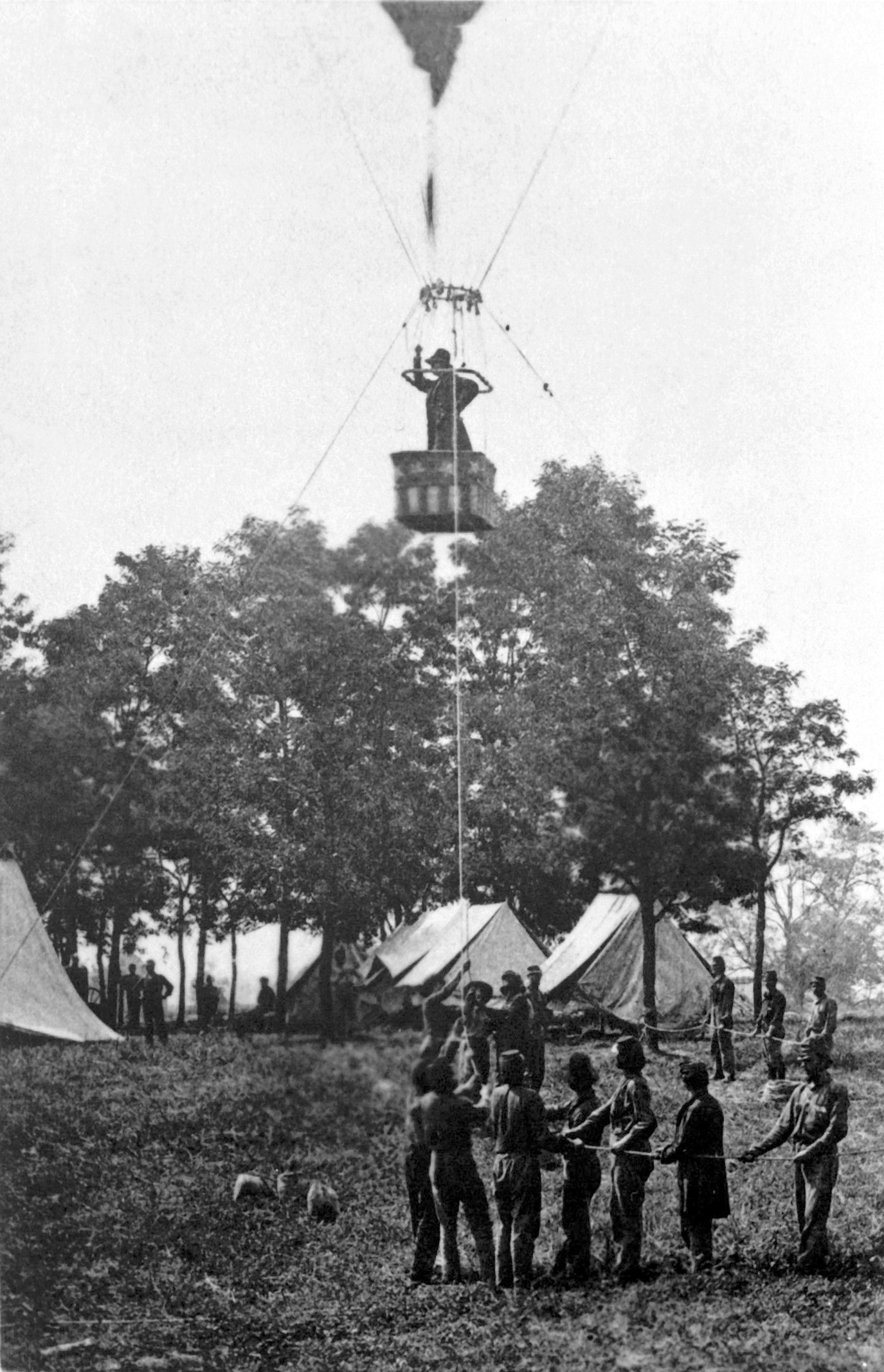
Thaddeus Lowe realiza el reconocimiento aéreo de las fuerzas confederadas.

El ejército del Potomac estuvo acompañado por el Cuerpo de Globos del ejército de la Unión comandado por el Prof. Thaddeus S. C. Lowe, quien había establecido dos campamentos de globos en el lado norte del río, uno en Gaines's Farm y otro en Mechanicsville. Lowe reportó el 29 de mayo la acumulación de fuerzas confederadas a la izquierda de New Bridge o frente a la estación de tren de Fair Oaks. Con lluvias constantes el 30 de mayo y fuertes vientos la mañana del 31 de mayo, los aeróstatos Washington e Intrepid no se lanzaron hasta el mediodía. Lowe observó tropas confederadas moviéndose en formación de batalla y esta información fue transmitida verbalmente al cuartel general de McClellan a las 2 p. m. Lowe continuó enviando informes desde el Intrepid por telégrafo el resto del 31 de mayo. El 1 de junio, Lowe informó que el cuartel confederado a la izquierda de Richmond estaba libre de humo. McClellan no siguió esta información con un contraataque de su cuerpo al norte del río Chickahominy. Alrededor de las 4:40 p. m., Hill, ahora fortalecido por la llegada de la brigada de Richard Anderson, golpeó la línea secundaria de la Unión cerca de Seven Pines, que estaba compuesta por los restos de la división de Casey, la división del IV Cuerpo del general de brigada Darius N. Couch y la división del general de brigada Philip Kearny del III Cuerpo de Heintzelman. Hill organizó una maniobra de flanqueo, enviando cuatro regimientos bajo el mando del coronel Micah Jenkins desde Longstreet para atacar el flanco derecho de Keyes. El ataque derrumbó la línea federal de vuelta a Williamsburg Road, una milla y media más allá de Seven Pines. Mientras tanto, otra de las brigadas de Longstreet, bajo el mando del coronel James L. Kemper, llegó al campo y cargó contra las líneas de la Unión, pero el fuego de la artillería los obligó a retirarse. Los combates en esa parte de la línea se extinguieron a las 7:30 p. m. Durante la noche, el propio Longstreet llegó al campo junto con las cuatro brigadas restantes de su división, así como las tres brigadas de la división de Huger. Por el lado de la Unión, la división del II Cuerpo del general de brigada Israel Richardson llegó al campo, junto con la división del III Cuerpo de Joe Hooker (menos una brigada y la artillería de la división que quedaba vigilando los puentes sobre White Oak Swamp).

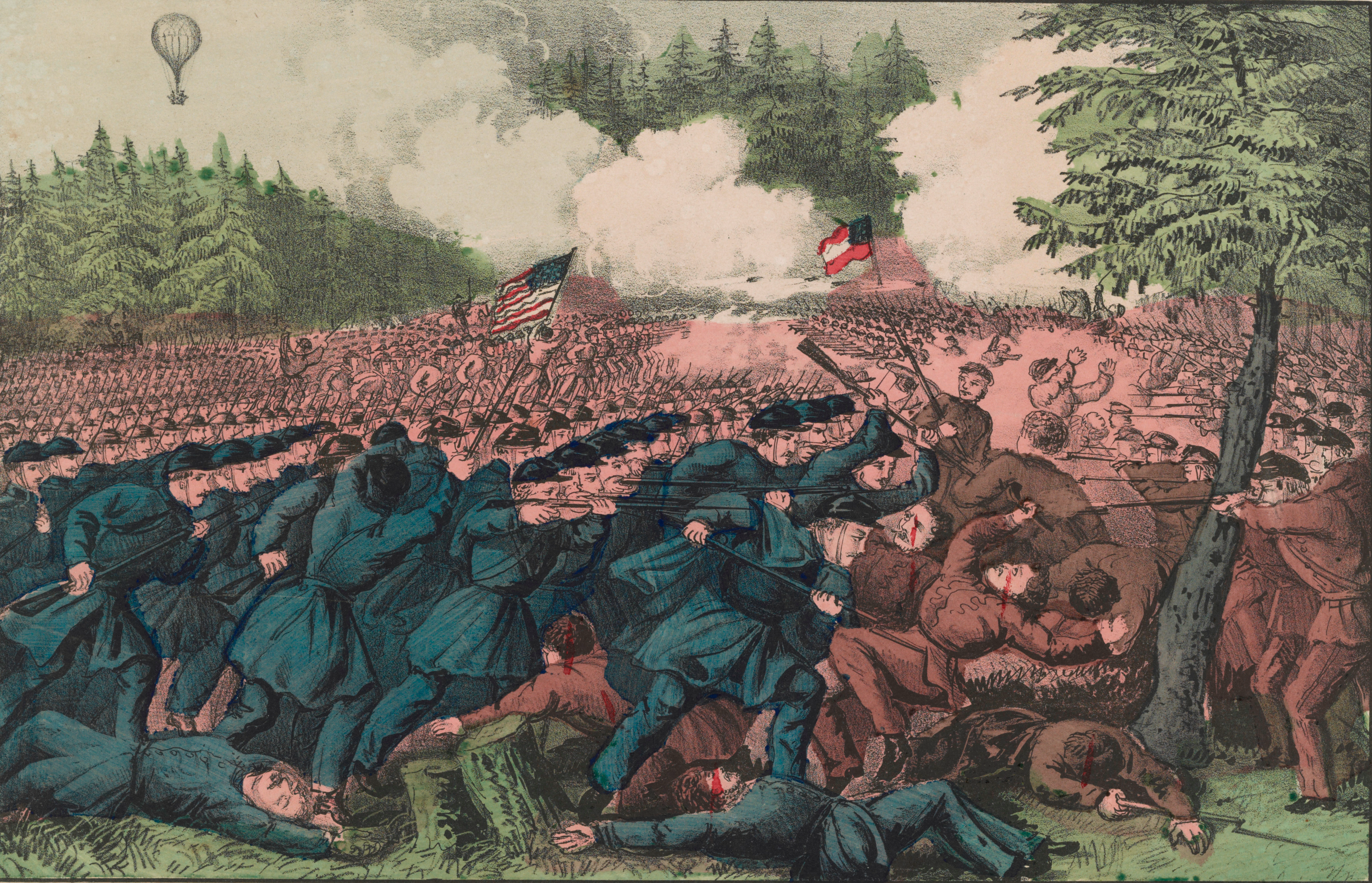
The Battle of Fair Oaks, Va. por Currier e Ives (1862)

Justo antes de que comenzara el ataque de Hill, Johnston recibió una nota de Longstreet en la que le pedían que se uniera a la batalla, la primera noticia que había oído de los combates. Johnston siguió adelante en la carretera Nine Mile Road con cuatro brigadas de la división Whiting y encontró una fuerte resistencia de la brigada del general de brigada Charles Devens de la división Couch. Mientras tanto, el comandante del II Cuerpo, el general de brigada Edwin V. Sumner, había puesto en acción su mando desde sus atrincheramientos al norte del Chickahominy. Cuando se le dijo que era imposible cruzar el río bañado por la lluvia, Sumner respondió " ¿Imposible? Señor, le digo que puedo cruzar. ¡Se me ha ordenado!" La primera brigada del II Cuerpo en llegar al campo fue la brigada del general de brigada William W. Burns de la división del general de brigada John Sedgwick, que se puso en contacto con la brigada del general de brigada Wade Hampton. Después de que Hampton lograra algún éxito inicial en forzar a Burns a retroceder, este último fue reforzado rápidamente por las otras dos brigadas de la división de Sedgwick. El general de brigada Robert Hatton, uno de los brigadieres más recientes del ejército de Virginia del Norte, que acababa de ser ascendido de coronel del 7.º de Tennessee unas semanas antes, recibió un disparo en la cabeza al llegar su brigada a la acción y murió instantáneamente. Mientras tanto, Hampton recibió un disparo en el tobillo y el general de brigada J. Johnston Pettigrew, gravemente herido, fue dado por muerto en el campo, más tarde fue tomado prisionero por la división de Sedgwick. Los repetidos ataques a la línea de Sedgwick no tuvieron éxito y la artillería de este último también golpeó a las tropas de Whiting, que no tenían artillería para responder. Hampton se vio obligado a estirar la línea de su brigada hasta casi el punto de ruptura para evitar que su flanco izquierdo se superpusiera. Mientras tanto, la brigada de Whiting, comandada por el coronel William D. Pender, intentó atacar la artillería de la Unión a la derecha, pero fue cortada por la infantería de Sedgwick. Con la oscuridad acercándose, más de 1000 bajas, y la mayoría de sus oficiales muertos o heridos, Whiting canceló los ataques. La división de Sedgwick había perdido menos de 400 hombres. Dos de las brigadas de Magruder llegaron al campo al atardecer, pero no participaron en ninguno de los combates. La quinta brigada de Whiting, la famosa Brigada de Texas del general de brigada John B. Hood, tampoco había luchado; había sido enviada para reforzar Longstreet y estaba estacionada en el bosque a cierta distancia al oeste de Fair Oak Station.

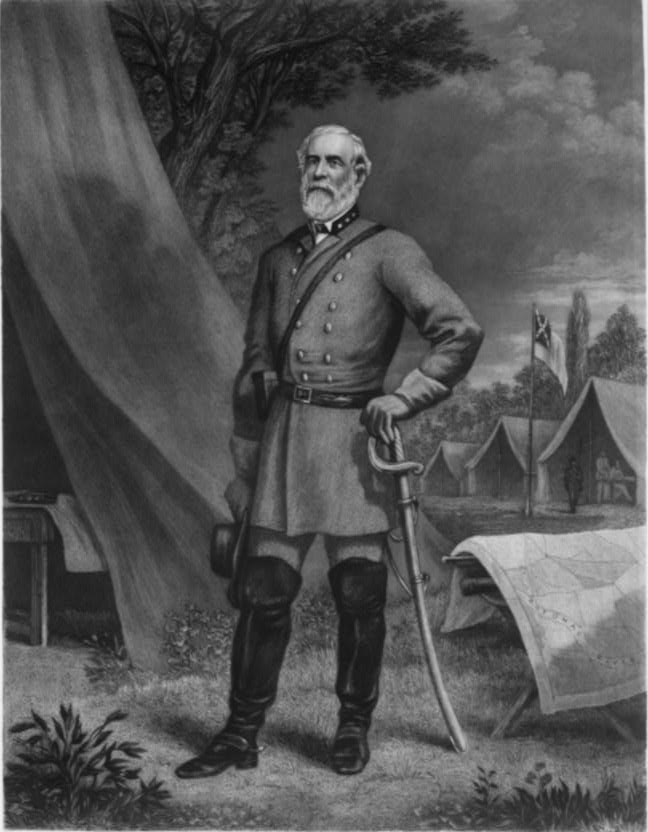
General Robert E. Lee

El incidente más significativo del día ocurrió alrededor del atardecer, cuando Johnston fue impactado en el hombro derecho por una bala, seguido inmediatamente por un fragmento de proyectil que lo golpeó en el pecho. Cayó inconsciente de su caballo con el omóplato derecho roto y dos costillas rotas y fue evacuado a Richmond. G.W. Smith asumió el mando temporal del ejército. Smith, aquejado de mala salud, se mostró indeciso sobre los próximos pasos para la batalla y causó una mala impresión al presidente confederado Jefferson Davis y al general Robert E. Lee, asesor militar de Davis. Después del fin de la lucha al día siguiente, Davis reemplazó a Smith con Lee como comandante del ejército de Virginia del Norte.

### Desenlace
Durante la noche del 31 de mayo al 1 de junio, los exploradores de la división de Israel Richardson informaron que dos regimientos confederados acamparon a solo unos 100 metros de distancia. Richardson se negó a hacer un arriesgado ataque nocturno, pero sus tropas formaron una línea de batalla por si acaso. Al amanecer, sin embargo, los regimientos enemigos se habían retirado de su ubicación expuesta. A las 6:30 de la mañana, los confederados reanudaron sus ataques. Dos de las tres brigadas de Huger, comandadas por los generales de brigada William Mahone y Lewis Armistead (la tercera bajo el mando del general de brigada Albert G. Blanchard fue mantenida en reserva) asaltaron la división de Richardson y momentáneamente hicieron retroceder parte de ella, pero los hombres de Richardson se reagruparon pronto. Fueron reforzados por la brigada del general de brigada David Birney de la división de Kearny, que no había entrado en combate el día anterior porque Birney había tomado accidentalmente el camino equivocado y se había perdido. Fue arrestado por Heintzelman por desobedecer órdenes y la brigada fue comandada temporalmente por el coronel J. H. H. Hobart Ward del 38.º de Nueva York (Heintzelman intentó hacer que Birney se sometiera a un consejo de guerra, pero un tribunal militar lo absolvió de todos los cargos y fue restituido al mando de su brigada dos semanas después). Después de feroces combates, la división de Huger se vio obligada a retirarse. En su informe oficial de la batalla, Mahone declaró sus bajas en 338 hombres. El informe de Armistead no daba una cifra de bajas, pero sus pérdidas también fueron indudablemente importantes. Por parte de la Unión, las pérdidas totales en las tropas de Richardson y Birney fueron de 948 hombres, incluyendo al general de brigada Oliver O. Howard, cuyo brazo derecho fue destrozado por una bala Minie, lo que hizo necesaria una amputación que mantuvo a Howard fuera de combate durante meses. Aproximadamente el 60 % de las bajas totales de Richardson provenían de la brigada de Howard. La brigada de Pickett, a la derecha de Armistead, perdió 350 hombres. Al sur, las brigadas de Roger Pryor y Cadmus Wilcox fueron atacadas por la división de Hooker. Aunque ambas brigadas se resistieron obstinadamente, se les dio la orden de retirarse, lo que hicieron con cierta reticencia. A media mañana, los confederados se retiraron a sus parapetos de Casey al oeste de Seven Pines y la lucha terminó.

## Repercusiones

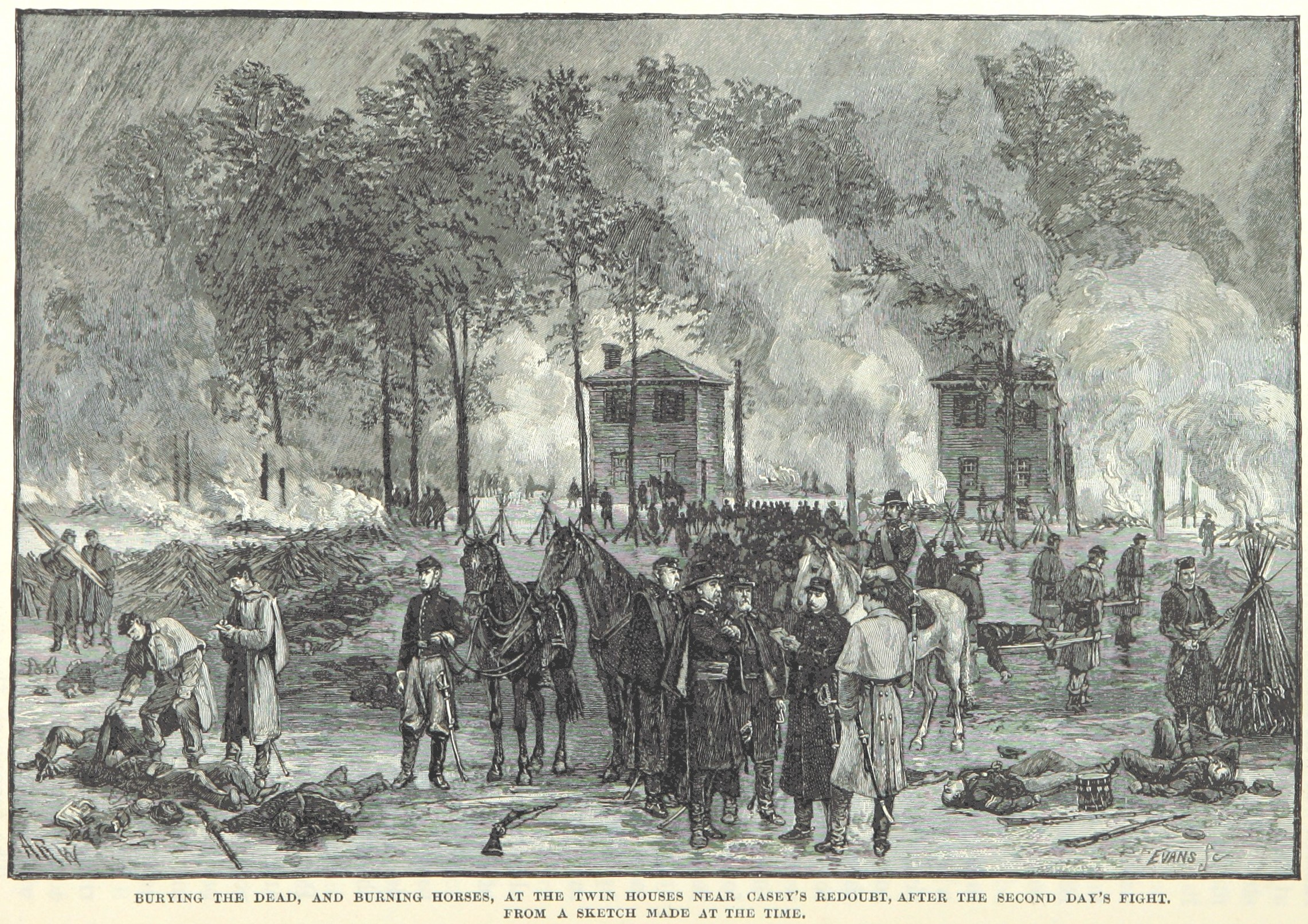
Enterrando cadáveres de soldados y cremando caballos muertos tras la batalla.

Ambas partes proclamaron la victoria con aproximadamente el mismo número de bajas, pero ninguno de los dos bandos obtuvo logros impresionantes. El avance de George B. McClellan en Richmond fue detenido y el ejército de Virginia del Norte se atrincheró nuevamente en las obras defensivas de Richmond. Las bajas de la Unión fueron 5031 (790 muertos, 3594 heridos, 647 capturados o desaparecidos) y 6134 confederados (980 muertos, 4749 heridos, 405 capturados o desaparecidos), lo que la convierte en la batalla más grande y sangrienta de la guerra hasta la fecha, después de la de Shiloh, ocho semanas antes y los soldados de la Unión la recordarían como la Batalla de Fair Oak Station, ya que es donde mejor lucharon, mientras que los confederados la llamarían Seven Pines por la misma razón. El historiador Stephen W. Sears señaló que su nombre común actual, Seven Pines, es el más apropiado porque fue en la encrucijada de Seven Pines donde se produjeron los combates más intensos y las mayores bajas. Un mapa contemporáneo dibujado por el soldado Julius Honore Bayol del 5.º Regimiento de Infantería de Alabama, se refiere simplemente al enfrentamiento como si hubiera ocurrido en el "Campo de Batalla del 31 de mayo y el 1 de junio del 62".
A pesar de reclamar la victoria, McClellan se vio sorprendido por la experiencia. Escribió a su esposa: "Estoy cansado de la visión enfermiza del campo de batalla, con sus cadáveres destrozados y los pobres heridos que sufren". La victoria no tiene ningún encanto para mí cuando se compra a tal precio". Redistribuyó todo su ejército excepto el V Cuerpo al sur del río, y aunque continuó planeando un asedio y la captura de Richmond, perdió la iniciativa estratégica. La división de Casey fue injustamente culpada por el casi desastre, y McClellan hizo que Casey fuera destituido del mando. La desafortunada división no desempeñaría ningún otro papel en la campaña, siendo relegada a la guardia en Harrison's Landing a lo largo del río James y fue abandonada permanentemente en la península después de que el ejército del Potomac regresara a Washington D. C. a principios de agosto. Una nueca ofensiva iniciada por el nuevo comandante confederado, el general Robert E. Lee, fue planeada mientras las tropas de la Unión se sentaban pasivamente en las afueras de Richmond. Las Batallas de Siete Días del 25 de junio al 1 de julio de 1862, llevaron al ejército de la Unión de vuelta al río James salvándose la capital confederada.
Después de tomar el mando, Robert E. Lee se embarcó en una reorganización del ejército confederado, disolviendo y reasignando algunas brigadas, nominando reemplazos para oficiales muertos y heridos, destituyendo a dos generales, Albert G. Blanchard y Raleigh Colston, que no habían logrado poner en acción sus unidades durante la batalla y en general, ofrecieron una actuación insatisfactoria. El cambio en el liderazgo del ejército Confederado en el campo como resultado de Seven Pines tuvo un profundo efecto en la guerra. El 24 de junio de 1862, el enorme ejército del Potomac de McClellan estaba a 6millas (9,7 km) de la capital confederada de Richmond; los soldados de la Unión escribieron que podían oír las campanas de la iglesia sonando en la ciudad. Sin embargo, en 90 días, Robert E. Lee había sacado a McClellan de la península, Pope había sido esterepitosamente derrotado en la Segunda batalla de Bull Run y las líneas de batalla estaban a 20 millas (32 km) de la capital de la Unión en Washington. Pasarían casi dos años más antes de que el ejército de la Unión se acercara tanto a Richmond y casi tres años antes de que finalmente lo capturara.
Además, la batalla es notable por ser donde Henry Wirz perdió el uso de su brazo derecho, después de ser alcanzado por una bala Minie mientras luchaba como soldado del ejército confederado. Fue retirado del servicio de combate, convirtiéndose finalmente en comandante del Campamento Sumter, un campo de prisioneros de guerra confederados conocido por sus terribles condiciones, en el que murieron cerca de 13 000 prisioneros de la Unión. El campo se convirtió en uno de los horrores más conocidos de la Guerra Civil y Wirz fue uno de los dos únicos hombres juzgados y ejecutados por crímenes de guerra durante el conflicto.